# Isaac Butts
Isaac Butts IV (Milledgeville, 28 maggio 1989) è un cestista statunitense.